# Gonzales (ciruela)
Gonzales es una variedad cultivar de ciruelo (Prunus salicina), de las denominadas ciruelas japonesas (aunque las ciruelas japonesas en realidad se originaron en China, fueron llevadas a los EE. UU. a través de Japón en el siglo XIX).
Una variedad de ciruela plántula fortuita encontrada en Gonzales (Texas), alrededor de 1894.
Las frutas de un tamaño mediano a grande, tiene color de la piel rojo brillante, sobre fondo amarillo dorado, a veces rayado y salpicado de rojo oscuro, lenticelas  menudas, muy abundante, y su pulpa de color ambarino, teñida de rojo infusionado, con textura bastante firme y dulce, sabor enérgico subácido, bueno.

## Sinonimia
- "Red Gold".

## Historia
'Gonzales' es una variedad de ciruela obtenida como plántula fortuita encontrada en Gonzales (Texas), alrededor de 1894, y fue introducida en los circuitos comerciales por el viverista "F. T. Ramsey" de Austin en 1897.
Todo lo que se puede determinar con respecto a su origen es que es el producto de alguna variedad japonesa (Prunus salicina) polinizada por un ciruelo nativo. En 1901, Waugh usó esta variedad para tipificar una nueva especie, "Prunus hortulana robusta", compuesta por varios híbridos entre Prunus triflora(=Prunus salicina) y especies nativas.
La variedad de ciruela 'Gonzales' está encuadrada según la mayor parte de la literatura, en el grupo de las "denominadas ciruelas japonesas" Prunus salicina.
La variedad de ciruela 'Gonzales' ha sido descrita por :1. Kerr Cat. 1899-1900. 2. Vt. Sta. Bul. 67:13. 1898. 3. Ohio Sta. Bul. 162:252. 1905. 4. Penin. Hort. Soc. Rpt. 36. 1905. 5. Stark Bros. Cat. 1906.

## Características
'Gonzales' árbol vigoroso, vertical, abierto, con las hojas angostas, ovaladas, estrechándose en ambos extremos. Tiene un tiempo de floración que comienza a partir del 19 de abril con el 10% de floración, para el 29 de abril tiene una floración completa (80%), y para el 5 de mayo tiene un 90% de caída de pétalos.
'Gonzales' tiene una talla de tamaño mediano a grande, se parece a Burbank en tamaño y forma, siendo esferoidal o ligeramente acordada, ligeramente asimétrica; epidermis tiene una piel de color rojo brillante, sobre fondo amarillo dorado, a veces rayado y salpicado de rojo oscuro, lenticelas  menudas, muy abundante, dejando libre la zona peduncular, sutura muy visible, de color amarillento o rosa, generalmente más claro que el resto del fruto, superficial, excepto junto a cavidad peduncular; pulpa de color ambarino, teñida de rojo infusionado, con textura bastante firme y dulce, sabor enérgico subácido, muy bueno.
Hueso adherido, tamaño mediano, elíptico redondeado, ovalada, pegajosa.
Fruta de mitad de temporada. Su tiempo de recogida de cosecha se inicia en su maduración desde mediados de julio y primera de agosto. Para disfrutar su aroma y sabor plenamente es mejor comerla completamente madura.

## Cultivo
La ciruela 'Gonzales' está considerada como de gran calidad y es utilizada como ciruela de postre con fruta jugosa dulce, y bastante suave.